# 색시공
《색시공》은 1985년 10월 6일에 MBC TV에서 방영되었던 베스트셀러극장이다.

## 줄거리
한 재벌그룹 회장이 세상을 떠나면서 다음과 같은 유언을 남긴다. 그의 유산의 50%를 학교 재단에, 10%를 동생인 사장(임문수)에게, 10%를 회장 집안에서 오랫동안 일해왔고 회장의 아들 국진(최윤석)으로부터 버림받은 숙진(김영애)에게, 나머지 30%를 1년 동안 회장을 간병한 간호원 혜련(송옥숙)에게 나누어 주라는 것이다. 국진에게는 학교의 운영권만 남겨졌을 뿐이다.
회장의 장례가 끝난 뒤 국진이 외국 생활을 마치고 귀국한다. 그 때부터 유산 상속을 둘러싸고 이들 사이에 암투가 전개되는데...

## 출연
- 최윤석
- 김영애
- 송옥숙
- 임문수
- 추석양
- 김수일
- 신충식
- 나성균
- 차윤회
- 송경철
- 태일
- 윤철형
- 한창호
- 윤순홍
- 송일권
- 황길상